# 정윤희 (가수)
정윤희(본명: 방윤희, 5월 19일 ~ )은 대한민국의 가수, 전 뮤지컬 배우이다.

## 학력
- 서울예술대학교 무용학과 졸업

## 뮤지컬
- 2020년 강빈의 사랑
- 2018년 럭키스타 완판

## 음반
- 2023년 정많던 그 시절
- 2022년 뉴욕 아리랑
- 2022년 남자란게 뭐길래
- 2021년 갱년기 인가 봐
- 2011년 Fly Away